# Lunca, Teleorman
Lunca este satul de reședință al comunei cu același nume din județul Teleorman, Muntenia, România.